# Monts Min
Les monts Min (chinois simplifié : 岷山 ; pinyin : Min Shan) sont une chaîne de montagnes située dans les provinces chinoises du Sichuan et du Gansu.
Ils abritent la plupart des pandas de Chine. Ils représenteraient 44 % de la population totale du pays[réf. nécessaire].

## Géographie

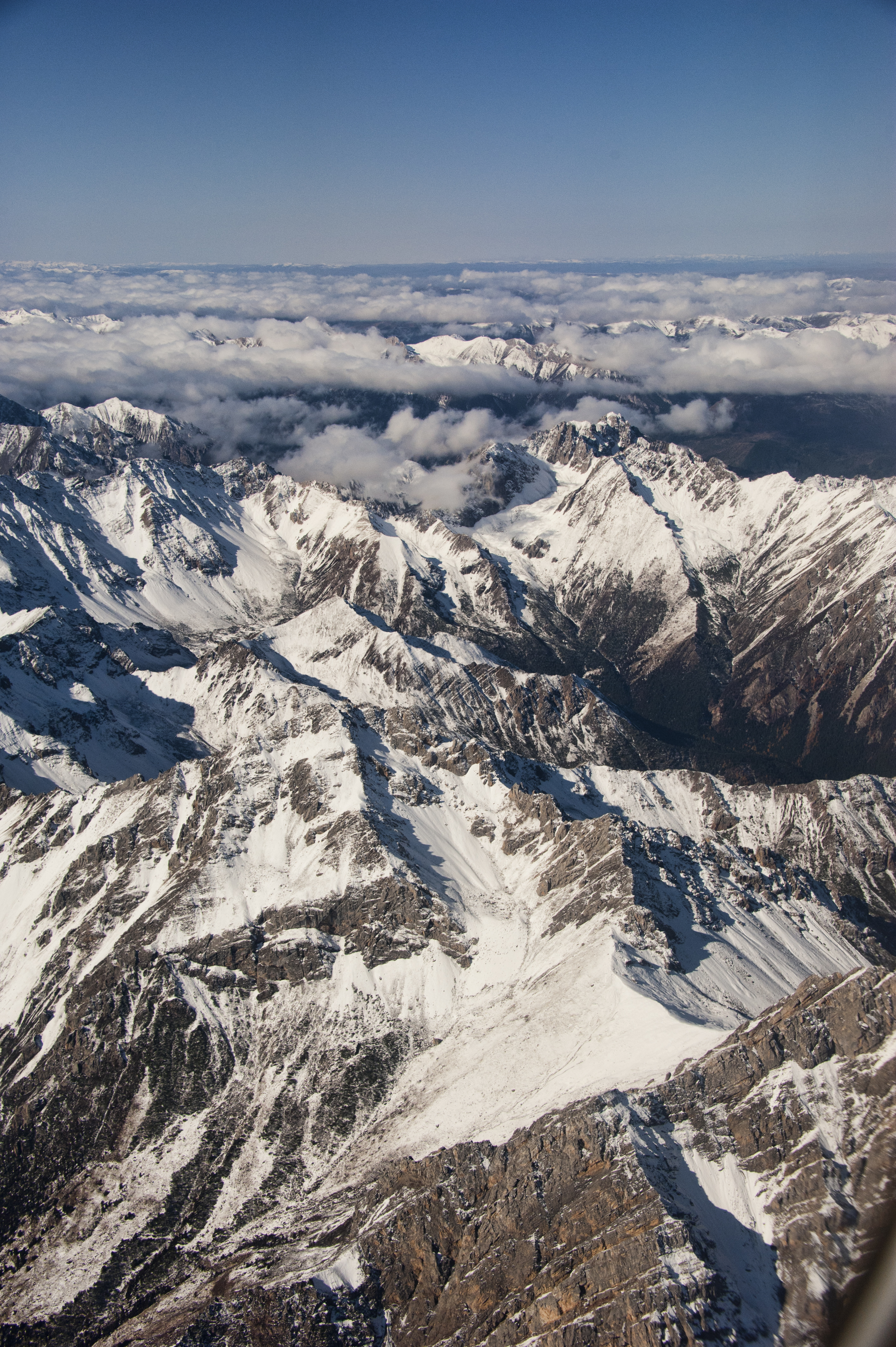
Vue d'avion d'une partie des monts Min.

La chaîne de montagnes Min sépare les bassins de deux rivières principales du Sichuan : la rivière Min à l'ouest et de la rivière Jialing à l'est. Les deux rivières se jettent dans la direction du sud et sont tributaires du fleuve Yangtze.